# Štětinatec kubánský
Štětinatec kubánský (Solenodon cubanus) je nevelký savec, noční všežravec, jeden z mála původních živočichů, kteří přežili lidské osídlení karibských ostrovů. Je endemitem na Kubě a byl vytlačen do východní části ostrova, kde se vyskytuje v hustých, vlhkých lesích s hrubou vrstvou spadaného listí. V přirozeném prostředí je pozorován jen velice vzácně a poznatků o způsobu a délce života i rozmnožování není dostatek. Není chován ani v zajetí a proto jsou některé údaje extrapolovány od jeho příbuzného štětinatce haitského.

## Historie
Je to velmi starobylé zvíře o jehož předcích se ví, že se od původních savců oddělili v období křídy, asi před 76 miliony let (v tomto období se například rozdvojil další vývoj slonů od kapustňáků nebo se oddělili luskouni od zbytků masožravců). Štětinatci prokazatelně žili ve Střední a na jihu Severní Ameriky již před 30 miliony let a kolonizovali i Západoindické ostrovy. Rod štětinatec se rozdělil do druhů po oddělení ostrova Hispanioly od Kuby, bylo to asi před 25 miliony let, (přibližně ve stejné době došlo k oddělení delfínů od velryb a lidí od opic).
Do současnosti zůstali z nejméně čtyř druhů zachovány pouze dva, početně velmi slabé. Jsou to štětinatec haitský žijící výhradně na Hispaniola a štětinatec kubánský na Kubě. S ohledem na dlouhodobý samostatný vývoj řadí někteří vědci štětinatce kubánského pod vědeckým jménem Atopogale cubana do monotypického rodu Atopogale.

## Popis
Nevelký živočich s chlupatým tělem a dlouhým, šupinatým a téměř lysým ocasem. Jeho tělo s hlavou bývá dlouhé 28 až 39 cm a ocas 17 až 25 cm, průměrně váží okolo 1 kg. Je výrazný svým dlouhým chrupavčitým čenichem a malýma očima. Tělo má porostlé dlouhou černohnědou srstí se světlými skvrnami, na spodní straně těla je světlejší. Velké uši jsou skoro lysé, stejně jako silný ocas a krátké nohy. Má malé oči a špatně vidí, naopak má velice dobrý čich a sluch. Přední nohy jsou delší než zadní a všech dvacet prstů má dlouhé a silné drápy uzpůsobené pro hrabání i lezení. V oblasti třísel má žlázy vylučující pižmové aroma.
Produkuje jed, kterým ochromuje svou kořist a pravděpodobně jej používá i k obraně. V řezácích spodní čelisti má kanálky napojené na jedovou žlázu a kousnutím vstřikuje do kořisti toxické látky. Zubní vzorec má 3/3, 1/1, 3/3, 3/3.

## Chování
Štětinatec kubánský je noční živočich vycházející z úkrytu až po setmění, den prospává ve skalních štěrbinách, dutinách stromů nebo, a to převážně, ve vyhrabaných norách. Dospělí samci žijí samotářsky, pouze matky zůstávají s několika staršími potomky společně v noře. V zajetí byli pozorováni při koupání.
Je v podstatě všežravcem dávající přednost živočišné stravě. Živí se hlavně hmyzem nebo jejich larvami, červy, pavouky, bezobratlými, měkkýši, drobnými hlodavci či žabami a hady, nepohrdne ani mršinou. Potravu si cíleně hledá pomoci dlouhého čenichu s výborným čichem ve vrstvě tlejícího listí, v půdě nebo pod kůrou a v kmenech padlých stromů, odkud je vyhrabává pomoci silných drápů. K ochromení většího úlovku používá jed, který do kořisti vpravuje kousnutím. Mimo živočišné stravy žere i určité listy, plody a vyhrabává i kořínky a hlízy.
Při cestě za potravou se pohybuje pomalu a kolébavě. Díky silným drápům dokáže šplhat po skalnatém terénu. V případě ohrožení většinou neběží přímo, ale docela rychle kličkuje.

## Rozmnožování
Samice v noře vrhne obvykle dvakrát ročně po jednom až dvou mláďatech. Má dvě mléčné žlázy ze kterých je krmí a po několik měsíců o ně pečuje. Samec žije samotářsky a o potomky se nestará.
Jedinec v zajetí se dožil téměř šesti let. V přírodě jsou jeho tradiční přirození nepřátele hadi a sovy, nově i na ostrov dovezení psi, kočky a mangusty. Lidé se s nim nesetkávají ani jej neloví. V minulosti neměl prakticky nepřátel a pro svou nízkou konkurenceschopnost dnes nedokáže novým nebezpečím čelit.

## Ohrožení
Ve druhé polovině 20. století byl již považován za vyhynulého, ale v posledních létech bývá opět ojediněle spatřen v tropických deštných lesích v národních parcích Alejandro de Humboldt a Pico Cristal. Světovou organizací Mezinárodním svazem ochrany přírody IUCN je štětinatec kubánský hodnocen jako druh, jehož populace má stále klesající trend a je považován za ohrožený druh (EN).